# Erick Lonnis
Erick Lonnis Bolaños (ur. 9 września 1965) – piłkarz kostarykański grający na pozycji bramkarza.

## Kariera klubowa
Przez niemal całą swoją karierę piłkarską Lonnis związany był z klubem Deportivo Saprissa ze stolicy kraju San José. Już w 1993 roku sięgnął po swój pierwszy tytuł z tym klubem - wywalczył Puchar Mistrzów CONCACAF, a następnie po Copa Interamericana. Natomiast rok później pierwszy raz karierze został mistrzem Kostaryki. W 1995 roku ponownie wywalczył z Deportivo mistrzostwo kontynentu, a także kolejne mistrzostwo kraju i kolejny Copa Interamericana. W sezonie 1997/1998 przeszedł do LD Alajuelense, ale jego pobyt w tym klubie trwał tylko rok. Latem 198 Erick znów był graczem Deportivo, w którym bronił do końca swojej kariery. W 1999 roku był mistrzem kraju, a w 2003 roku wygrał z nim Copa Interclubes UNCAF. Po tym triumfie zakończył swoją sportową karierę.

## Kariera reprezentacyjna
W reprezentacji Kostaryki Lonnis zadebiutował w 1992 roku. W 2002 roku został powołany przez Alexandre Guimarãesa do kadry na Mistrzostwa Świata 2002. Tam był podstawowym bramkarzem kostarykańskiego zespołu i wystąpił we wszystkich trzech grupowych meczach: wygranym 2:0 z Chinami, zremisowanym 1:1 z Turcją i przegranym 2:5 z Brazylią. Karierę reprezentacyjną zakończył w tym samym roku. W kadrze narodowej rozegrał 76 meczów.